# Millington (Maryland)
Millington – miasto w Stanach Zjednoczonych, w stanie Maryland, w hrabstwie Kent.